# Newport (Tennessee)
Newport – miasto w Stanach Zjednoczonych, w stanie Tennessee, w hrabstwie Cocke. Według danych z 2000 roku miasto miało 7242 mieszkańców.